# Réserve naturelle de la Forêt Centrale
La réserve naturelle de la Forêt Centrale (russe : Центрально-Лесной заповедник) est une réserve naturelle (en russe, zapovednik)  située au Nord-Ouest de la Russie, sur le territoire des districts d'Andreapol et de Nelidovo de l'oblast de Tver, sur le cours supérieur de la rivière Meja. Elle a été créée le 4 mai 1930. La réserve naturelle a été instaurée pour protéger la forêt de conifères sur le cours supérieur de la Daugava. Depuis 1985, elle est classée comme Réserve de Biosphère de l'UNESCO.

## Géographie
La réserve naturelle est située dans la partie Sud-Ouest des Collines de Valdaï, près de la limite entre les bassins versants de l'Atlantique (la Daugava et le Lovat) et de la mer Caspienne (la Volga). Elle comprend une partie du lac qui se forme à cette limite. Le paysage de la réserve naturelle est majoritairement constitué de collines, avec une partie importante occupée par des marécages. L'altitude varie entre 220 m et 270 m.
La réserve est couverte de forêts, l'épicéa étant l'arbre le plus répandu, suivi par le bouleau verruqueux, le tremble, et l'aulne blanc. Ces trois dernières espèces poussent principalement dans les zones endommagées par l'exploitation forestière dans les années 1950. La réserve s'étend à la limite Sud du biome où pousse le bouleau nain.
En 1988, 55 espèces de mammifères pouvaient être observées dans la réserve. Parmi elles, l'ours brun d'Europe, le lynx boréal, le renard roux, l'élan, le sanglier, et le chevreuil. Le castor d'Eurasie a été réintroduit en 1936. Le comportement des loups y a été étudié. On trouve également 195 espèces d'oiseaux, 6 espèces d'amphibiens, et quelques espèces de reptiles.

## Histoire
Les études de terrain visant à établir une réserve naturelle en Russie centrale ont commencé en 1926. La zone au Sud de l'emplacement de la réserve naturelle actuelle a été désigné, cependant, la réserve n'a pas été instaurée, et des sociétés forestières débitèrent rapidement toute la forêt à cet endroit, c'est pourquoi la réserve naturelle dut être établie sur le cours supérieur de la Meja. La réserve naturelle a été établie le 4 mai 1930, et a ouvert le 31 décembre 1931. Elle comprenait deux parties, une à l'emplacement actuel, et l'autre proche de la gare de Zemtsy. La surface totale de la réserve était de 350 km2
En 1951, la réserve naturelle a été dissoute, et une exploitation forestière a commencé. C'est ainsi que la totalité de la partie Sud a été détruite, et que 6 km2 de bois ont été coupés dans la partie Nord. Le 1er avril 1960, la réserve naturelle a été rétablie, sur une surface de 210 km². En 1981, une zone protégée a été créée autour des limites de la réserve. Il est défendu d'y pratiquer des coupes.

## Galerie

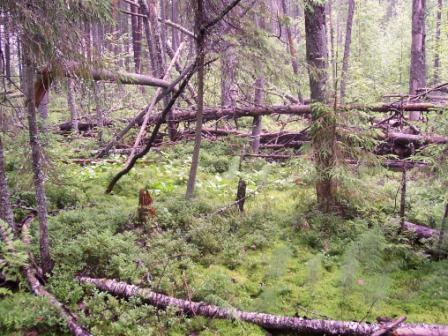
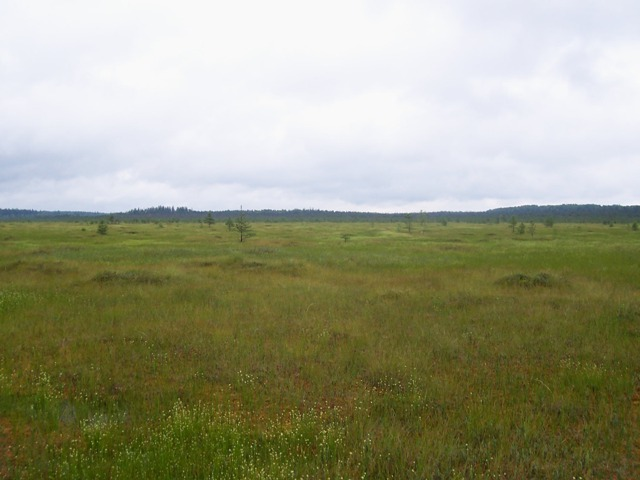